# Stelis allenii
Stelis allenii är en orkidéart som beskrevs av Louis Otho Otto Williams. Stelis allenii ingår i släktet Stelis och familjen orkidéer. Inga underarter finns listade i Catalogue of Life.